# Rodica Petrescu Mateescu
Rodica Mateescu Tudor (n. Petrescu; n. 13 martie 1971, București, România) este o fostă atletă română, vicecampioană mondială în 1997. 
A fost campioană națională de patru ori (1994–1996, 1998).

## Biografie
Rodica Petrescu s-a născut în anul 1971. A absolvit, în 1989, liceul industrial nr. 26 din București iar în 1992 Centrul Național de Formare și Perfecționare a Antrenorilor, devenind astfel antrenor calificat la Atletism. „Maestră Emerită a Sportului” în anul 1998. Este absolventă (2007) a Facultății de Științe ale Mișcării, Sportului și Sănătății, antrenor de atletism și gimnastică și a Facultății de Sociologie si Psihologie (2009), Inspector Resurse Umane. A fost căsătorită (1995-?) cu fostul atlet Mugur Mateescu. Este căsătorită cu fostul atlet Bogdan Tudor.

## Carieră
S-a clasat pe locul patru la Campionatul European din 1994 din Helsinki, pe locul cinci la Campionatul Mondial din 1995 de la Göteborg, și pe locul șapte la Jocurile Olimpice din 1996 de la Atlanta.
În anul 1997 a ocupat locul patru la Campionatul Mondial în sală și a obținut cel mai bun rezultat din carieră cu un salt de 15,16 m la Campionatul Mondial de la Atena. Astfel a fost laureată cu argint și a stabilit recordul său personal și recordul României. Anul următor, s-a clasat pe locul patru la Campionatul European din 1998 de la Budapesta. 
A fost campioană a României de patru ori (1994-1996, 1998). Rodica Mateescu are o înălțime de 1,80 și a cântărit 63 kg în timpul competiției.
În 2000 a fost controlată pozitivă cu nandrolonă. A fost suspendată doi ani de IAAF și i-a fost interzisă participarea la Jocurile Olimpice de Comitetul Olimpic Român.
În 2004 ea a fost decorată cu Medalia „Meritul Sportiv” clasa I.

## Realizări
| An   | Competiție                   | Locație   | Loc | Note    |
| ---- | ---------------------------- | --------- | --- | ------- |
| 1994 | Campionatul European în sală | Paris     | 8   | 13,90 m |
| 1994 | Campionatul European         | Helsinki  | 5   | 14,42 m |
| 1995 | Campionatul Mondial în sală  | Barcelona | 9   | 13,60 m |
| 1995 | Campionatul Mondial          | Göteborg  | 5   | 14,82 m |
| 1996 | Jocurile Olimpice            | Atlanta   | 7   | 14,21 m |
| 1997 | Campionatul Mondial în sală  | Paris     | 4   | 14,65 m |
| 1997 | Campionatul Mondial          | Atena     | 2   | 15,16 m |
| 1998 | Campionatul European în sală | Valencia  | 5   | 14,27 m |
| 1998 | Campionatul European         | Budapesta | 4   | 14,46 m |
| 1999 | Campionatul Mondial în sală  | Maebashi  | 9   | 14,04 m |
| 2000 | Campionatul European în sală | Gent      | 6   | 14,16 m |

## Recorduri personale
| Probă              | Performanță | Dată              | Locație   |
| ------------------ | ----------- | ----------------- | --------- |
| Triplusalt         | 15,16 m RN  | 4 august 1997     | Atena     |
| Triplusalt în sală | 14,91 m     | 28 februarie 1997 | București |